# Wegkantstation
Een wegkantstation vormt samen met detectoren en actuatoren het “wegkantsysteem voor signalering en monitoring”. Dit zijn de lokale delen van het Motorway Traffic Management (MTM) systeem. Het MTM systeem omvat ook centrale delen in een verkeerscentrale waarmee wegkantstations worden aangestuurd en bewaakt.

## Onderdelen
De hardware van een wegkantstation bestaat uit:
- een kast langs de weg, waarin zich de overige componenten bevinden
- een component (besturingseenheid/OnderStation-PLC) voor de aansturing van rijstrooksignaalgevers/rotatiepanelen en de communicatie met de centrale delen van MTM
- een component (DetectorStation-PLC) voor de verwerking van signalen uit detectielussen
- een component (accu of UPS) voor de stroomvoorziening

De software draait op de besturingseenheid en bevat de intelligentie t.b.v. de communicatie met DectorStation, rijstrooksignaalgevers/rotatiepanelen en de centrale delen van het MTM systeem.